# Jerada (Syrien)

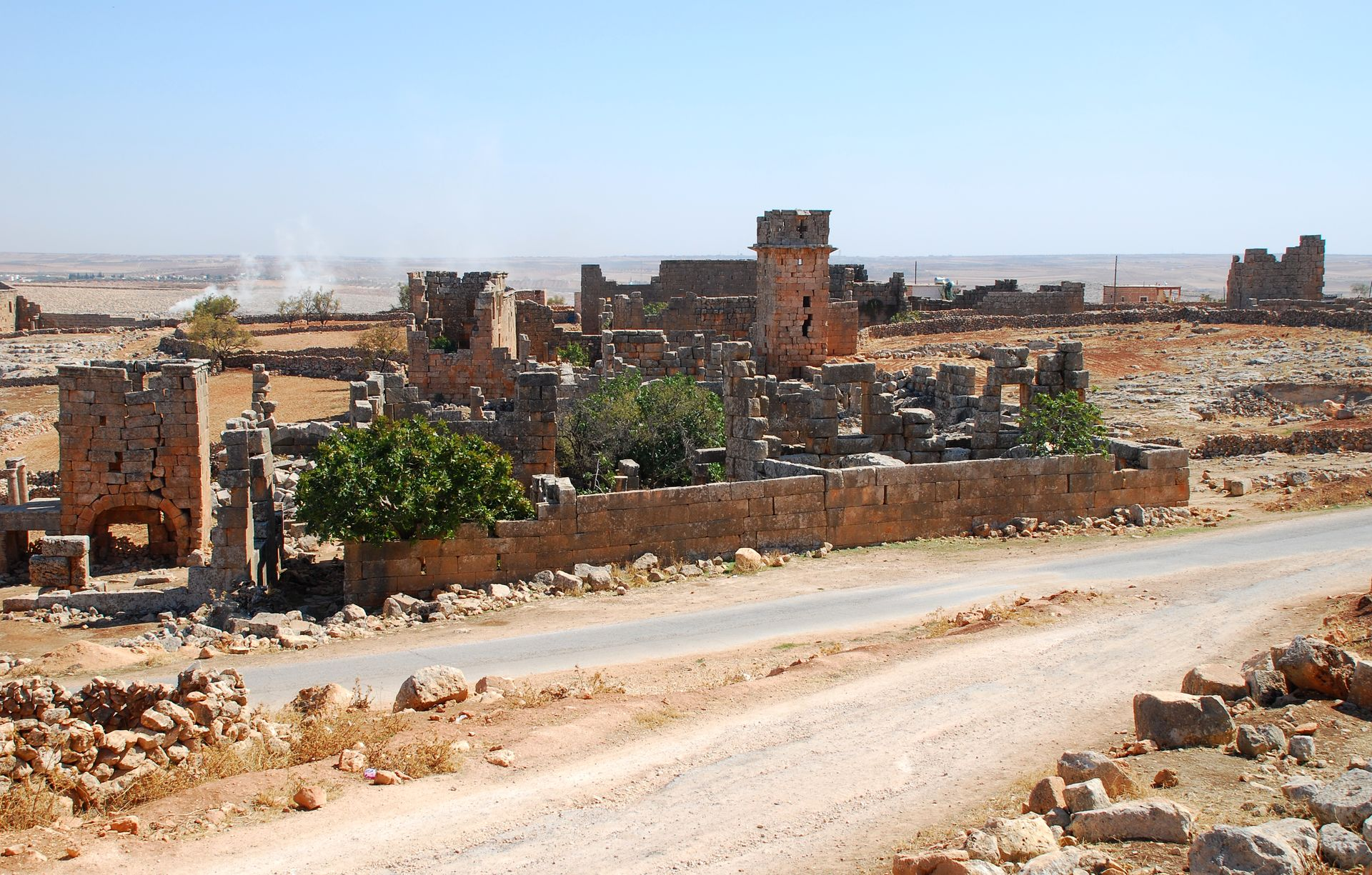
Unterer Teil der antiken Stadt. Blick nach Osten

Jerada, auch Gerada, Jerade, Djerade, arabisch جرادة, DMG Ǧarāda, war eine Siedlung in frühbyzantinischer Zeit im Gebiet der Toten Städte im Nordwesten von Syrien. Die teilweise sehr gut erhaltenen antiken Gebäudereste liegen am unteren Rand und zwischen den Häusern eines modernen Dorfes.

## Lage
Jerada liegt im Gouvernement Idlib im Gebiet des Dschebel Zawiye, dem südlichen Teil des nordsyrischen Kalksteinmassivs. In der Spätantike gehörte der Ort zum Bezirk Apamene, benannt nach Apameia, der damaligen Verwaltungshauptstadt am Südende des Berglandes.
Von der Schnellstraße, die von Maarat an-Numan nach Norden Richtung Aleppo führt, zweigt nach sieben Kilometern im Dorf Babila eine Nebenstraße nach Westen ab und erreicht nach drei Kilometern Jerada am Beginn eines flachen Hügels. In derselben karstigen und nahezu baumlosen Landschaft, die nur auf wenigen, von Steinen befreiten Flächen Getreideanbau zulässt, liegen weitere Ruinenstätte aus frühbyzantinischer Zeit. Die direkt benachbarten Orte sind Ruweiha, zwei Kilometer nordwestlich etwas höher auf einem Hügel, und Dana (Süd), etwa zwei Kilometer südwestlich.

## Geschichte und Stadtbild

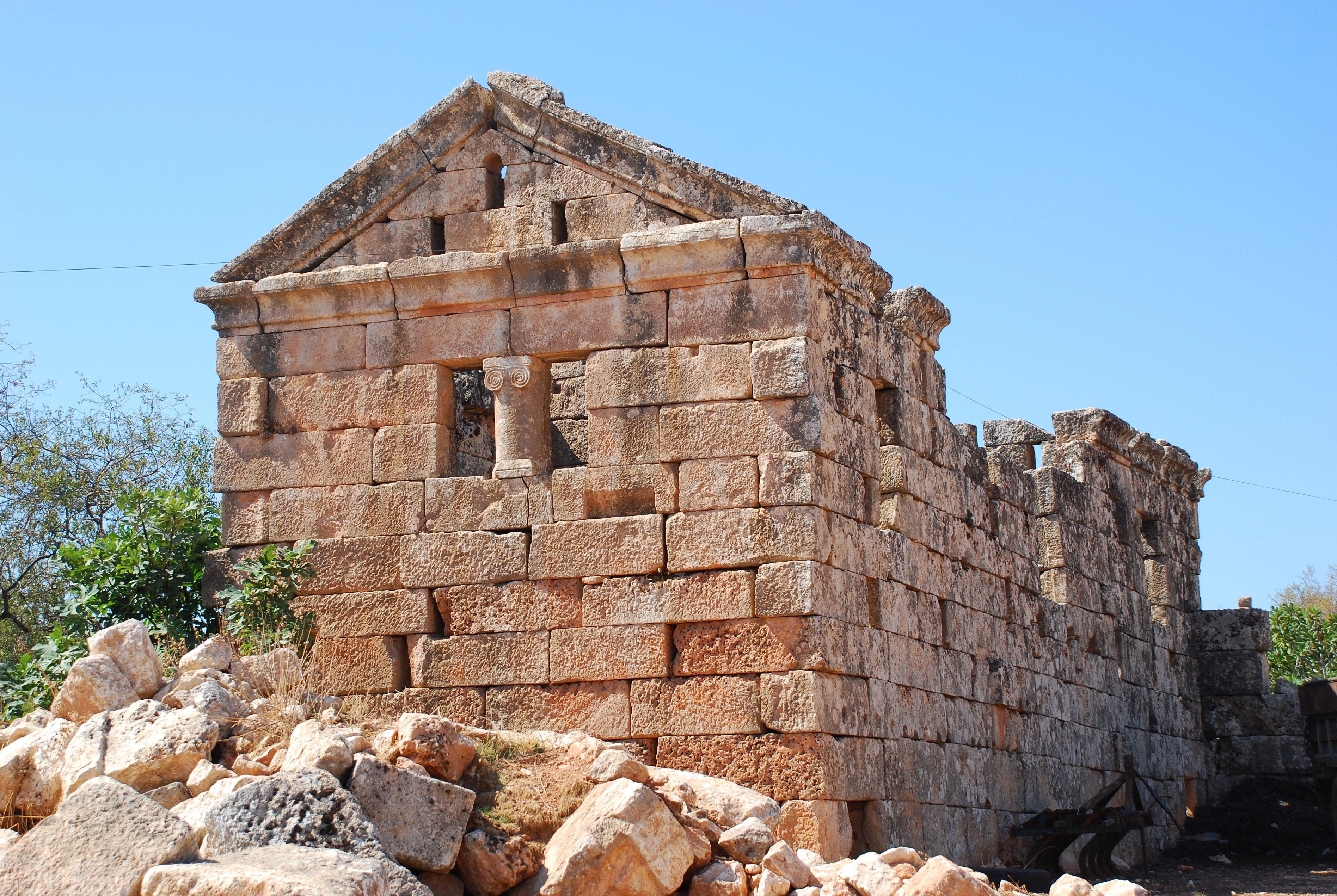
Gebäude im oberen Bereich des Dorfes zwischen Hausgärten

Die Ursprünge des Ortes führen in das 4. Jahrhundert n. Chr., der Höhepunkt der wirtschaftlichen Entwicklung lag im 5. und 6. Jahrhundert. Jerada wurde in den folgenden Jahrhunderten allmählich verlassen und vermutlich erst Anfang des 20. Jahrhunderts wiederbesiedelt. Aus der antiken Zeit sind im Zentrum der damaligen Siedlung, etwa 300 Meter östlich unterhalb der modernen Dorfmitte ein quadratischer Turm, mehrere Residenzen und eine Kirche erhalten. Weitere Ruinen von herrschaftlichen Gebäuden liegen inmitten und oberhalb des landwirtschaftlichen Dorfes, das aus einem Lebensmittelladen und einem Dutzend kleiner Gehöfte mit Hausgärten besteht, in denen Feigen, Oliven, Äpfel und Granatäpfel gedeihen.
Der aus groben Kalksteinquadern in unregelmäßigen Lagen geschichtete fünfstöckige Turm wird im oberen Viertel durch ein Gesims verziert, das aus in die Mauer eingefügten Konsolen konstruiert wird, auf denen flache Steinplatten liegen. Die darunter an einer Wandseite heraustretenden Steinbalken bildeten eine Außentoilette. Im nördlichen Refade ist ein weiterer Turm erhalten geblieben. Es gab zahlreiche Türme innerhalb oder außerhalb von Siedlungen, die möglicherweise als Wehrtürme oder als mönchische Rückzugsorte dienten.
Die großen zweistöckigen Wohngebäude („Villen“) besaßen an einer Längsseite vorgestellte Portiken, die als Zeichen des Wohlstandes auf beiden Ebenen von Säulen getragen wurden, deren Kapitelle Varianten des ionischen oder korinthischen Stils zeigen. Die Fenster sind selten von Ornamentbändern eingefasst, der Außenschmuck der Wände beschränkt sich auf ein breites Gesims mit Hohlkehle, das die Traufe bildet und den Giebel teilt. Von den Erdgeschossdecken und Durchgängen sind häufig noch die gemauerten Gurtbögen erhalten. Die meisten Gebäude besaßen einen Hof, der von einer hohen Mauer umgeben war.
Der vermutlich einzige Kirchenbau ist eine dreischiffige Säulenbasilika aus dem 5. Jahrhundert. Ihr Grundriss wurde zuerst von Howard Crosby Butler nach seiner ersten amerikanischen Expedition von 1899/1900 veröffentlicht. Er beschrieb einen eingeschossigen Narthex, der an der westlichen Giebelseite lag und vermutlich gleichzeitig mit dem Kirchenschiff in Fluchtrichtung zum danebenstehenden Turm gebaut wurde. 1943 und 1970 wurde die Kirche von Georges Tchalenko teilweise freigelegt und detaillierter untersucht.
Die Basilika besaß sieben Joche im Kirchenschiff und eine halbrunde Apsis im Osten, die seitlich von Nebenräumen umgeben war. Die Nebenräume hatten keine Verbindung zur Apsis, sie übernahmen, was sehr selten vorkam, die runde Wand der Apsis als Abschluss zur Innenseite anstelle der üblicherweise eingebauten geraden Trennwand. Die fensterlose Ostwand schloss außen gerade ab. Es gab zwei Türen an der südlichen Längsseite, eine an der Nordseite und eine in der Mitte der Westwand zum Narthex, dessen Eingang durch einen Architrav über zwei Säulen gebildet wurde. Vor der Nordfassade befand sich ein Kirchhof, der von großen, gut erhaltenen Residenzen begrenzt war. Die Arkadenhochwände der Kirche sind eingestürzt, ein Teil der Nord- und Ostwand ist bis zum Dachgesims erhalten. Dort lag das zweigeschossige Martyrion (Reliquienkammer). Fünf der zwölf Kapitelle haben sich erhalten, eines in ionischem, die übrigen in toskanischem Stil.